# Дольф Зигглер
Ни́колас Теодо́р Не́мет (англ. Nicholas Theodore Nemeth, род. 27 июля 1980, Кливленд, Кайахога, Огайо, США) — американский рестлер. Наиболее известен по выступлениям в WWE с 2004 по 2023 год под именем Дольф Зи́гглер (англ. Dolph Ziggler), ныне выступающий в Total Nonstop Action Wrestling (TNA) под своим настоящим именем.
После успешной карьеры в борьбе, где он установил несколько школьных рекордов в Kent State University, в 2004 году Немет подписал контракт с WWE и был направлен в Ohio Valley Wrestling (OVW), где выступал под своим настоящим именем. Вскоре после этого, в 2005 году, он был переведён на бренд Raw, где выступал в качестве помощника Кервина Уайта. Вскоре после этого он был отправлен обратно в OVW, где получил имя Никки (англ. Nicky) и присоединился к группировке Spirit Squad, которая дебютировала на Raw в январе 2006 года и один раз выиграла командное чемпионство мира, после чего он вернулся в OVW в ноябре того же года. В сентябре 2007 года Немет был переведён в Florida Championship Wrestling (FCW), где дважды выиграл командное чемпионство Флориды.
После возвращения в основной ростер в сентябре 2008 года Немет получил имя Дольф Зигглер. Зигглер является бывшим командным чемпионом мира, двукратным чемпионом мира в тяжёлом весе, шестикратным интерконтинентальным чемпионом, а также чемпионом Соединённых Штатов WWE. 8 марта 2022 года, в специальном выпуске NXT, Зигглер победил Томмасо Чиампу и Брона Брейккера в матче тройной угрозы и выиграл титул чемпиона NXT.
Немет был уволен из WWE 21 сентября 2023 года, завершив свою 19-летнюю карьеру в компании.

## Ранняя жизнь
Немет был поклонником рестлинга с пяти лет, когда посетил шоу по рестлингу в Richfield Coliseum, а в 12 лет решил стать рестлером. Позже на подкасте Кольта Кабаны Art of Wrestling он рассказал, что выбрал себе имя «Дольф», потому что так звали его прадеда, а фамилию «Зигглер» предложил его друг. Немет учился в средней школе Сент-Эдвард в Лейквуде, Огайо, где занимался борьбой и стал обладателем школьного рекорда по количеству туше за карьеру — 82.
В студенческие годы он занимался борьбой в Кентском государственном университете, установив в итоге рекорд по количеству побед за карьеру в истории команды. Его рекорд был побит в 2006 году; по состоянию на 2010 год он занимает второе место по количеству побед за всю карьеру в Кентском государственном университете. В период с 2000 по 2003 год он одержал 121 победу за карьеру. Он специализировался в области политологии и юриспруденции. До того, как он попробовал свои силы в WWE, его приняли на юридический факультет Университета штата Аризона, где он должен был начать свой первый семестр. Немет выигрывал чемпионаты NCAA Division I по борьбе три года подряд. Он был трёхкратным чемпионом Среднеамериканской конференции, выиграв турнир в категории 75 кг в 2000, 2002 и 2003 годах; по состоянию на 2010 год он является последним борцом из Кентского государственного университете, который выиграл три чемпионата по борьбе.

## Личная жизнь
Немет живёт в Финиксе, Аризона. Он является заядлым болельщиком команды «Кливленд Браунс».
У Немета есть два брата. Его младший брат Райан также является рестлером, в настоящее время выступает в AEW, а ранее работал в WWE в NXT под именем Брайли Пирс. Другой брат, Дональд, был приговорён к 15 годам лишения свободы после признания вины в непреднамеренном убийстве, похищении и ограблении за его роль в неудачной попытке ограбления, которая привела к убийству бывшего морского пехотинца в январе 2016 года.
Немет хорошо дружит со своими бывшими товарищами по группировке Spirit Squad, в частности с Майклом Брендли, с которым он жил во Флориде до 2008 года. Ранее он встречался с комедианткой Эми Шумер, которая рассталась с ним, посчитав его «слишком спортивным» в постели.
У Николаса хорошие дружеские отношения с другим рестлером – Райбэком.
Немет свободно владеет американским языком жестов.

## Титулы и достижения
- Florida Championship Wrestling

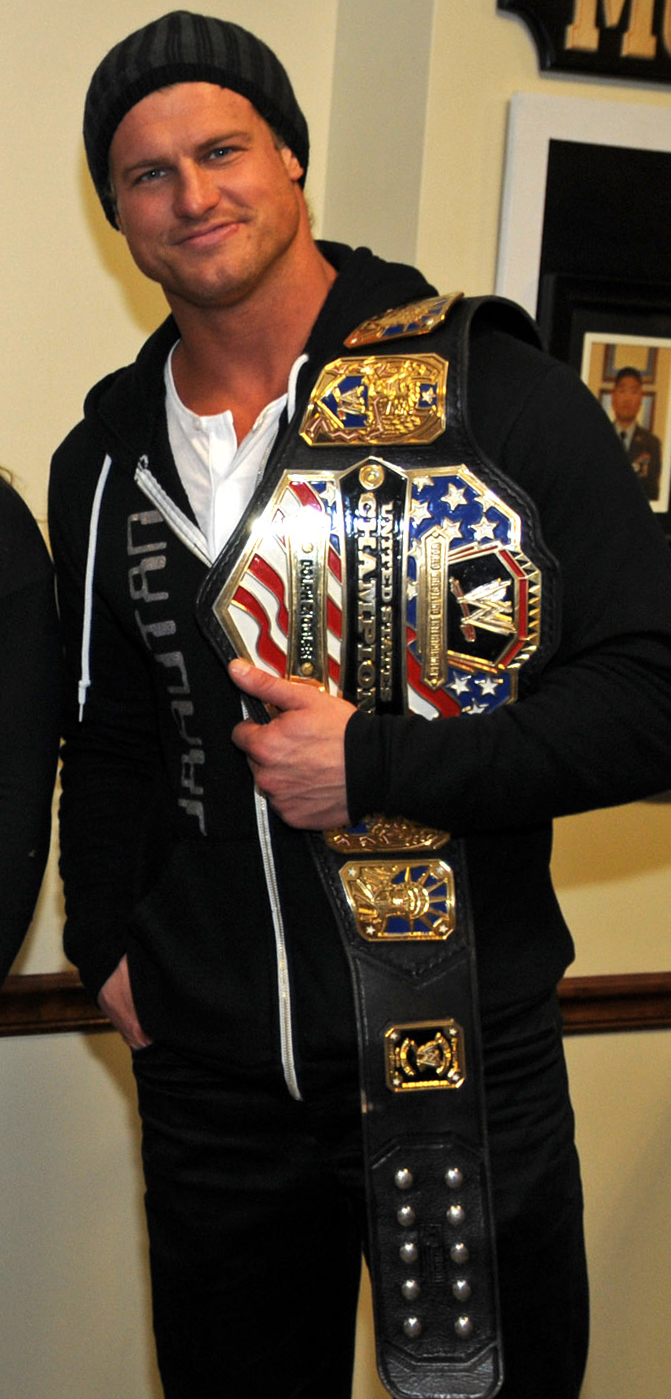
Зигглер с титулом чемпиона Соединённых Штатов WWE

  - Командный чемпион Флориды FCW (2 раза) — с Брэдом Аленом (1), c Гейвином Спирсом (1)
- Pro Wrestling Illustrated 
  - PWI ставит его под № 9 в списке 500 лучших рестлеров 2013 года[17]
- Rolling Stone
  - Рестлер года (2014)
- Total Nonstop Action Wrestling
  - Чемпион мира TNA (1 раз)
- World Wrestling Entertainment / WWE
  - Чемпион NXT (1 раз)
  - Чемпион мира в тяжёлом весе (2 раза)[18][19]
  - Интерконтинентальный Чемпион (6 раз)[20][21][22][23]
  - Чемпион Соединённых Штатов WWE (2 раза)[24]
  - Командный чемпион мира (1 раз) — как участник Spirit Squad
  - Командный чемпион WWE Raw (2 раза) — с Дрю Макинтайером (1), Робертом Рудом (1)
  - Командный чемпион WWE SmackDown (1 раз) — с Робертом Рудом (1)
  - Двадцать второй чемпион Тройной короны
  - Победитель матча Money in the Bank (2012)
  - Slammy Award (2 раза):
    - Tweet It! Best Twitter Handle or Social Champion (2014) — @HEELZiggler[25]
    - Матч года (2014) — Команда Сины против команды «Власти» на Survivor Series[25]
- Wrestling Observer Newsletter
  - Самый прогрессирующий рестлер года (2011)[26]
  - Самый недооценённый рестлер года (2011)[26]

### Luchas de Apuestas
| Ставка                     | Победитель    | Проигравший  | Место              | Дата            | Примечания                                                |
| -------------------------- | ------------- | ------------ | ------------------ | --------------- | --------------------------------------------------------- |
| Контракт Money in the Bank | Дольф Зигглер | Крис Джерико | Фресно, Калифорния | 20 августа 2012 | Матч — Контракт Money in the Bank против WWE контракта    |
| Контракт Money in the Bank | Дольф Зигглер | Джон Сина    | Бруклин, Нью-Йорк  | 16 декабря 2012 | Одиночный поединок с лестницами за кейс Money in the Bank |